# Peucedanum carvifolia
Peucedanum carvifolia es una especie de planta herbácea  perteneciente a la familia Apiaceae.

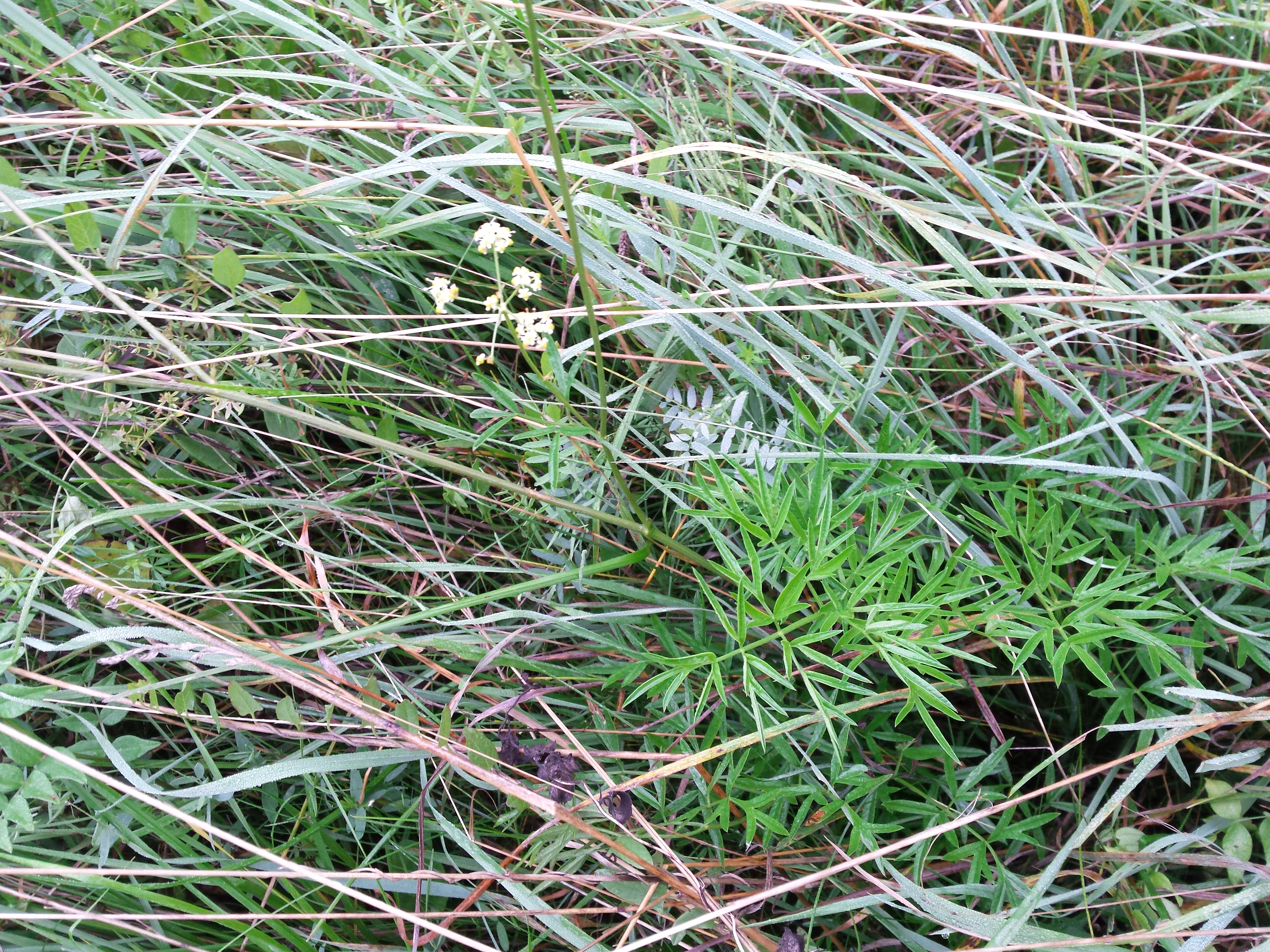
Vista de la planta

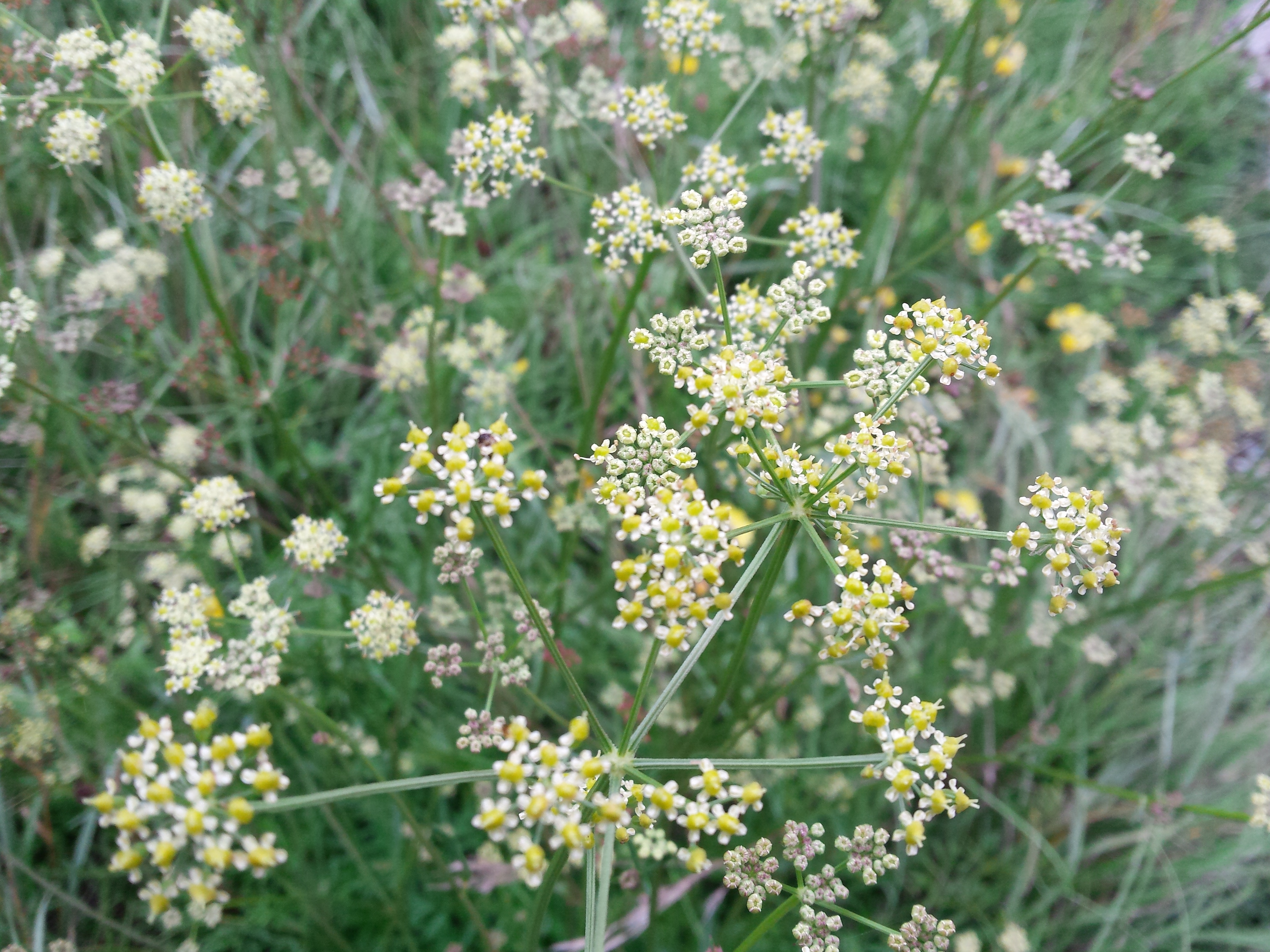
Planta en flor

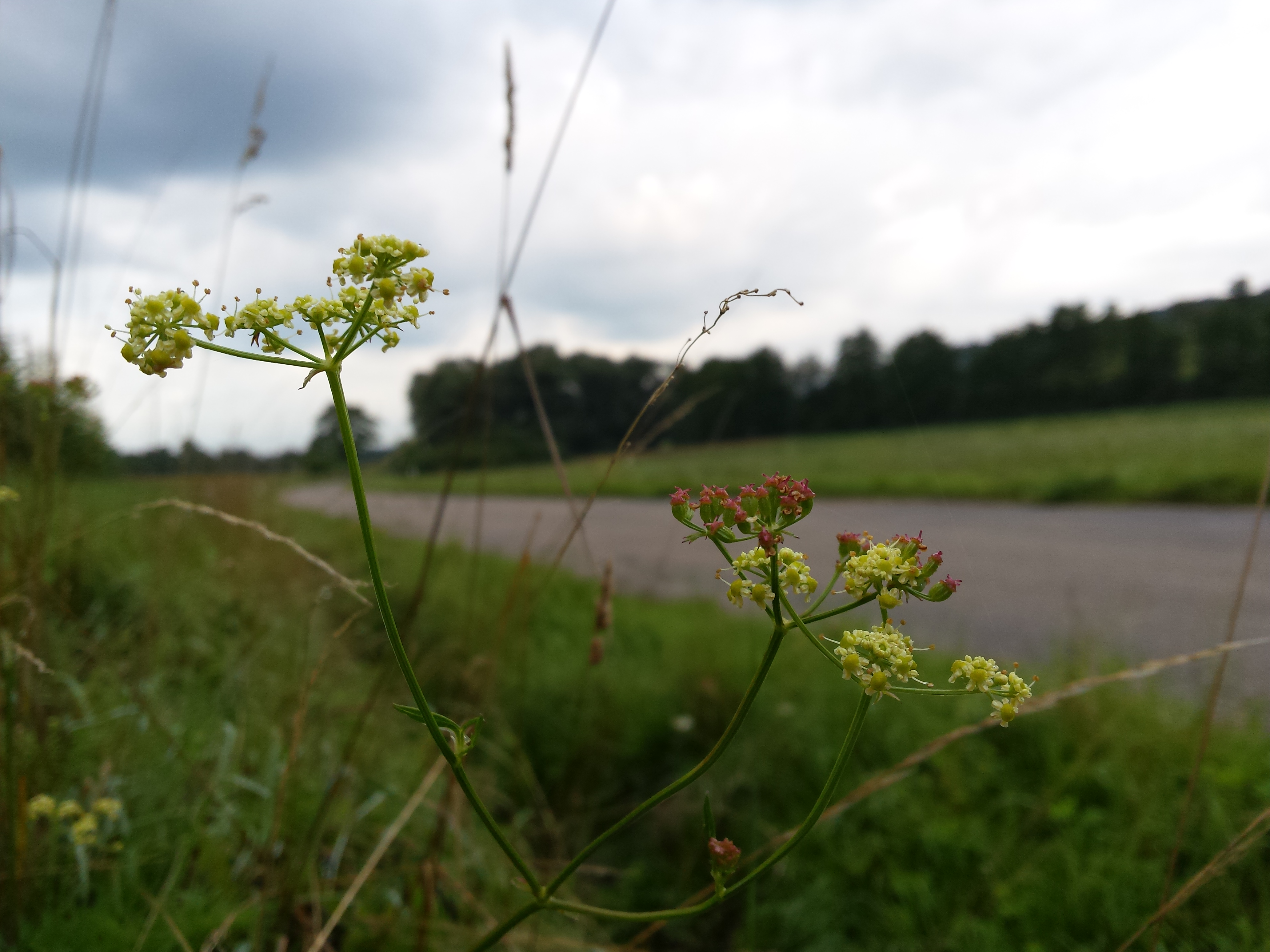
Hábitat

## Descripción
Es una planta perenne. Con rizoma leñoso, de 6-8 mm (milímetros) de diámetro, vertical u oblicuo. Cepa con algunos restos fibrosos en la parte superior. Tallo de 20-60 (130) cm (centímetros) de altura, fino, hasta de 2-2,5 mm de diámetro, cilíndrico, fistuloso, glabro, estriado, con 1-6 ramas en la mitad superior, que generalmente forman con él ángulos de menos de 45°. Hojas basales de 15-30(40) cm, con limbo de 10-17 cm, estrecho, de contorno lanceolado, 2 pinnatisecto, con (3)4-6(8) pares de segmentos, no peciolulados, divisiones de último orden de 10-15 ×  1 mm, lineares, generalmente trífidas; hojas medias, 1-2 pinnatisectas, con 1-3 pares de segmentos, con divisiones de último orden de 2-9,5 × 2,5-4 mm, más largos y anchos que los de las hojas basales, linear-lanceolados, a veces falcados, apiculados y con margen muy finamente denticulado en la mitad terminal, pecíolo ensanchado en vaina desde el final del limbo; hojas superiores trífidas. Las inflorescencias en umbelas con 6-15 radios de 0,5-5,5 cm, muy desiguales, con nervios escábridos en la cara interna, con frecuencia rojizos. Brácteas 0(1), lineares. Umbélulas con 6-13 flores, con radios de 2-6 mm, con nervios escábridos en la cara interna. Bractéolas 0-2, de 3- 3,5 mm, setáceas. Cáliz con sépalos apenas perceptibles. Pétalos no emarginados, blanquecinos o rosáceos, con grueso nervio central. Estilopodio 0,2- 0,3 mm, cónico; estilos c. 0,5 mm, divergentes, gruesos en la base, progresivamente estrechados hacia el ápice y rematados en estigma, obscuro, algo más grueso. Frutos hasta de 6 × 3,8 mm, de contorno elíptico, no emarginados; mericarpo con 3 costillas bien visibles; ala de 0,3-0,4(0,5) mm de anchura; vitas 2-3 por valécula. Tiene un número de cromosomas de 2n = 22*; n = 11.

## Distribución y hábitat
Se encuentra en herbazales de montaña, zonas de matorral abierto, brezales, y orlas de robledales y hayedos, en suelos algo pedregosos, secos o húmedos, tanto en sustratos ácidos como básicos; a una altitud de 40-2050 m s. n. m. (metros sobre el nivel del mar), en el centro y sur de Europa, hasta el noroeste de Holanda y la zona meridional del este de Rusia, donde alcanza el Cáucaso, ya en Asia. Desigualmente repartido por gran parte de la zona sur, este y norte de la península ibérica.

## Taxonomía
Peucedanum carvifolia fue descrita por  Dominique Villars y publicado en Prospectus de l'Histoire des Plantes de Dauphiné: 25 (1779).
Citología
Número de cromosomas de Peucedanum carvifolia (Fam. Umbelliferae) y táxones infraespecíficos: n=11.
Sinonimia
- Peucedanum chabraei var. podolicum Todor
- Peucedanum euphimiae Kotov
- Peucedanum podolicum Eichw.
- Peucedanum schottii Besser ex DC.[4]
- Caroselinum chabraei Jacq. ex Griseb.
- Chabraea carvifolia (Crantz ex Vill.) Raf.
- Holandrea carvifolia (Crantz ex Vill.) Reduron, Charpin & Pimenov
- Imperatoria chabraei Jacq. ex Spreng.
- Oreoselinum chabraei Jacq. ex Besser
- Oreoselinum podolicum (Besser) Besser
- Palimbia carvifolia (Crantz ex Vill.) W.D.J. Koch in DC.
- Palimbia chabraei var. glabrescens Boiss.
- Palimbia chabraei var. podolica (Besser) DC.
- Palimbia chabraei Jacq. ex DC.
- Peucedanum decussatum Dulac
- Peucedanum heterophyllum Vis.
- Pteroselinum chabraei Jacq. ex Rchb.
- Schlosseria chabraei Jacq. ex Schloss. & Vuk.
- Selinum carvifolia Crantz
- Selinum chabraei Jacq. ex Murray
- Selinum decussatum Clairv.
- Selinum podolicum Besser[5]